# Josef Kaczor
Josef (Jupp) Kaczor (Hamm, 23 maart 1953) is een Duits voormalig voetballer die uitkwam voor Feyenoord van januari 1981 tot en met september 1982. Hij speelde als aanvaller.